# Uralwagonsawod
Das Uralwagonsawod (russisch Уралвагонзавод, wörtlich Uralwaggonwerk) ist ein russisches Maschinenbau- und Rüstungsunternehmen in Nischni Tagil, das zum staatlichen Rostec-Konzern gehört.
Bestandteil von Uralwagonsawod sind auch die Betriebe Uraltransmasch (u. a. Bau von Selbstfahrlafetten und Minenlegepanzern),  Sawod Nomer 9 (Werk Nummer 9, u. a. Bau von Geschützen) in Jekaterinburg sowie das Tscheljabinsker Traktorenwerk (u. a. Bau von Panzern und Baumaschinen).

## Geschichte

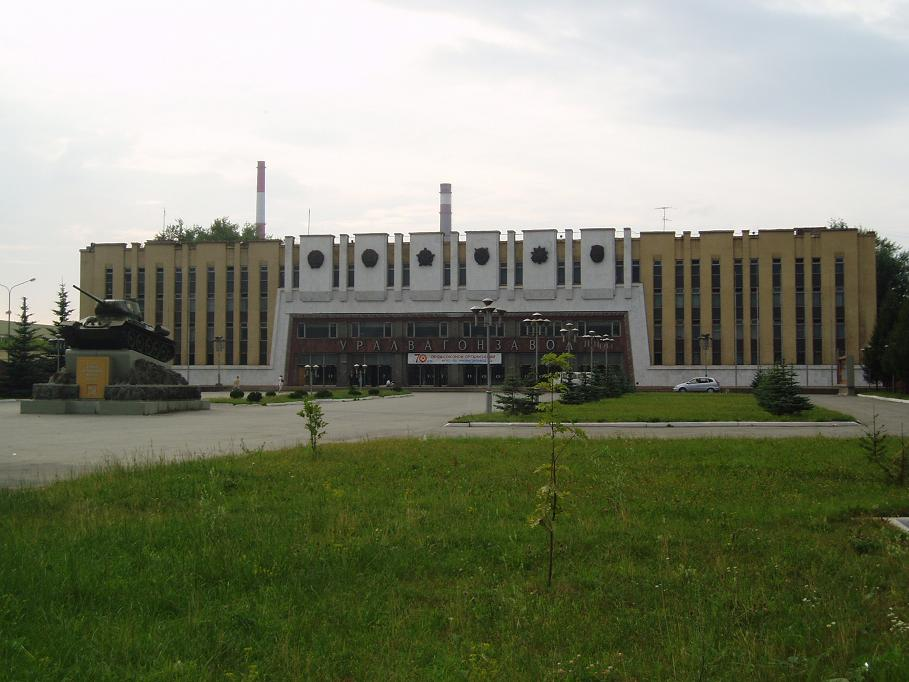
Hauptgebäude des Uralwagonsawods

Das Werk wurde während des Fünfjahresplanes 1931 bis 1936 aufgebaut und produzierte zunächst schwere Güterwagen für die Sowjetischen Eisenbahnen – die ersten wurden am 11. Oktober 1936 ausgeliefert. Während des Zweiten Weltkriegs wurde das Uralwagonsawod nach der Vereinigung mit dem hierher verlegten Charkower Lokomotivwerk „Komintern“ zur weltweit größten Panzerfabrik. Sie lieferte über 30.000 T-34-Panzer aus.
Nach dem Zweiten Weltkrieg konzentrierte sich das Unternehmen wieder auf die Produktion von Eisenbahnwaggons und verbreiterte seine Produktpalette; es stellte weiterhin militärische Güter, Landmaschinen, Baumaschinen und andere Produkte her, übernahm aber auch Aufträge für die Raumfahrt.
Im Mai 2005 gab Eduard Ergartowitsch Rossel, der damalige Gouverneur von Swerdlowsk, Pläne bekannt, nach denen das Unternehmen ab dem Jahr 2006 schrittweise privatisiert werden sollte. Die Existenz dieser Pläne wurde im November 2005 vom damaligen Vizeregierungschef und Verteidigungsminister Sergej Iwanow bezweifelt.
2011 wurde die Mehrheit der Unternehmensanteile am Tscheljabinsker Traktorenwerk (TschTS-Uraltrak) aufgekauft.
Im Sommer 2011 stand das Unternehmen auf einer Liste von 21 bis 2017 teilweise oder vollständig zu privatisierender Unternehmen, die der Ministerpräsident Igor Schuwalow dem Präsidenten Dmitri Medwedew vorgelegt hatte. Dieses Privatisierungsprogramm sah vor, dass die staatliche Beteiligung an Uralwagonsawod auf 75 % plus eine Aktie verkleinert werden soll. Neben den Erlösen versprach man sich durch die Teilprivatisierung auch eine raschere Modernisierung des Betriebes. Im Laufe der Jahre erholte sich jedoch die Wirtschaftslage Russlands und damit auch der Staatshaushalt. Die Privatisierungspläne aus dem Jahre 2011 traten damit wieder in den Hintergrund. 2017 übertrug die russische Staatsführung 100 % der Aktien von Uralwagonsawod an den Staatskonzern Rostec und stellte die Privatisierung zurück.
Im Mai 2015 bestanden Anträge auf Insolvenz und Staatshilfe über bis 15 Milliarden Rubel (zu diesem Zeitpunkt 240 Millionen Euro).
Medienberichten zufolge wurde die Produktion neuer Panzer im März 2022 eingestellt, da das Unternehmen von internationalen Sanktionen infolge der russischen Invasion in die Ukraine betroffen ist und daher keine Komponenten von westlichen Zulieferern mehr importieren kann. Im Juli 2022 berichtete die Financial Times von „3-Schicht-Betrieb“ in dem Unternehmen, wobei sich das auf die Aufbereitung alter Panzer bezog. Nach Meldungen von bulgarischen Militärs wurden zuvor Reparaturen von ausgebrannten Panzern aus dem Ukrainekrieg von Uralwagonsawod abgelehnt.
Heute ist das Unternehmen bekannt für die Produktion russischer Kampfpanzer wie dem T-72, dessen Modifikation T-90 und dem neuentwickelten Typ T-14. Uralwagonsawod spielt zudem eine wichtige Rolle für die russische Exportwirtschaft.

## Produkte

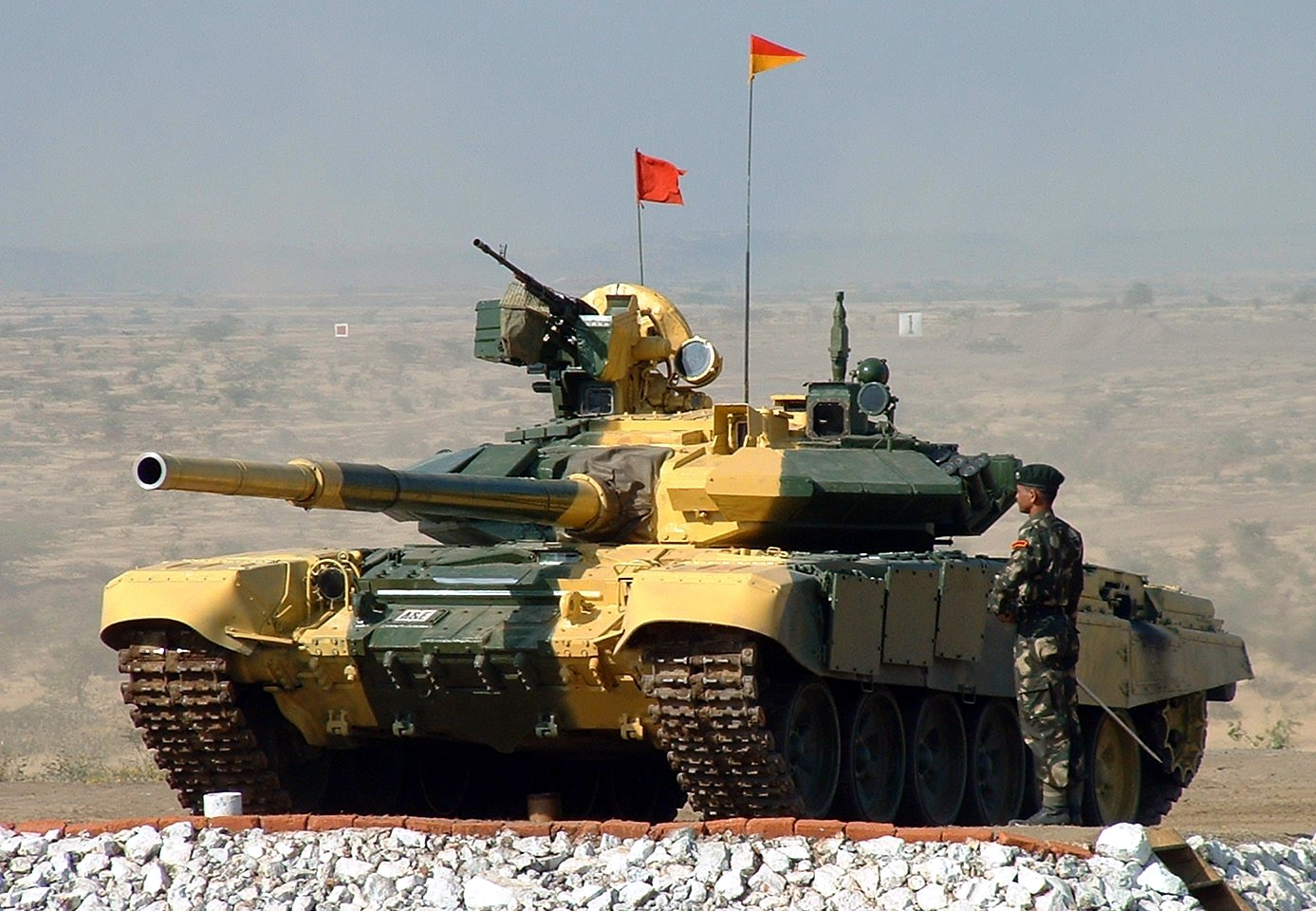
Indischer T-90

### Militärische Produkte
- Kampfpanzer T-55
- Kampfpanzer T-72
- Kampfpanzer T-90
- Panzerhaubitze 2S19 (Msta-S)
- Panzerunterstützungsfahrzeug BMPT
- Pionierpanzer IMR-2MA
- Brückenlegepanzer MTU-72
- Brückenlegepanzer MTU-90
- Minenräumpanzer BMR-3M
- Projekt T-95, im Mai 2010 abgebrochen
- Armata-Plattform

### Schienenfahrzeuge
- Kesselwagen
- Offene Güterwagen
- Flachwagen
- Wagen mit öffnungsfähigem Dach

### Container
- Tankcontainer KC-25/1,8

### Baumaschinen
- Kompaktlader PUM-500U
- Bagger EO-5126
- Bagger EO-33211A

### Traktoren
- Traktor RT-M-160
- Traktor TMW-1